# سانته کارولو
سانته کارولو (ایتالیایی: Sante Carollo; ۸ فوریهٔ ۱۹۲۴ – ۹ ژانویهٔ ۲۰۰۴) دوچرخه‌سوار اهل ایتالیا بود.